# ジェイムズ・セシル (初代ソールズベリー侯爵)
初代ソールズベリー侯爵ジェイムズ・セシル（英: James Cecil, 1st Marquess of Salisbury,KG, PC、1748年9月4日 - 1823年6月13日）は、イギリスの貴族、政治家。妻エミリー・セシルの社交界での貢献により、彼自身も政界で出世した。

## 経歴
1748年に第6代ソールズベリー伯爵ジェームズ・セシルとその夫人エリザベスの長男として生まれる。
イートン校を卒業。1771年から1823年にかけてハートフォードシャー総督を務めた。1773年から1815年にかけてハートフォードシャー軍に大佐として勤務する。
1774年にグレート・ベッドウィン選挙区からトーリー党候補として出馬して庶民院議員に当選する。1780年9月にはランセストン選挙区に転じたが、同月に父の死により第7代ソールズベリー伯爵位を継承し、貴族院議員に転じた。
1780年から1782年にかけて王室会計局長官を務める。1783年から1804年にかけては宮内長官を務めた。その間の1789年にグレートブリテン貴族爵位ソールズベリー侯爵位を与えられた。1816年から1823年まで郵政長官を務めた。
1823年6月13日に死去。74歳だった。爵位と家督は長男ジェイムズが継承した。

## 栄典

### 爵位
1780年9月18日の父ジェームズ・セシルの死去により以下の爵位を継承した
- 第7代ソールズベリー伯爵 (7th Earl of Salisbury)
(1605年5月4日の勅許状によるイングランド貴族爵位)
- 第7代クランボーン子爵 (7th Viscount Cranborne)
(1604年8月20日の勅許状によるイングランド貴族爵位)
- エッセンドンの第7代セシル男爵 (7th Baron Cecil of Essendon)
(1603年5月13日の勅許状によるイングランド貴族爵位)

1789年8月18日に以下の爵位を新規に叙された。
- 初代ソールズベリー侯爵 (1st Marquess of Salisbury)
(勅許状によるグレートブリテン貴族爵位)

### 勲章
- 1793年、ガーター勲章士（KG）[1]

### 名誉職その他
- 1780年、枢密顧問官（PC）[1]
- 1784年、王立協会フェロー（FRS）[1]

## 家族

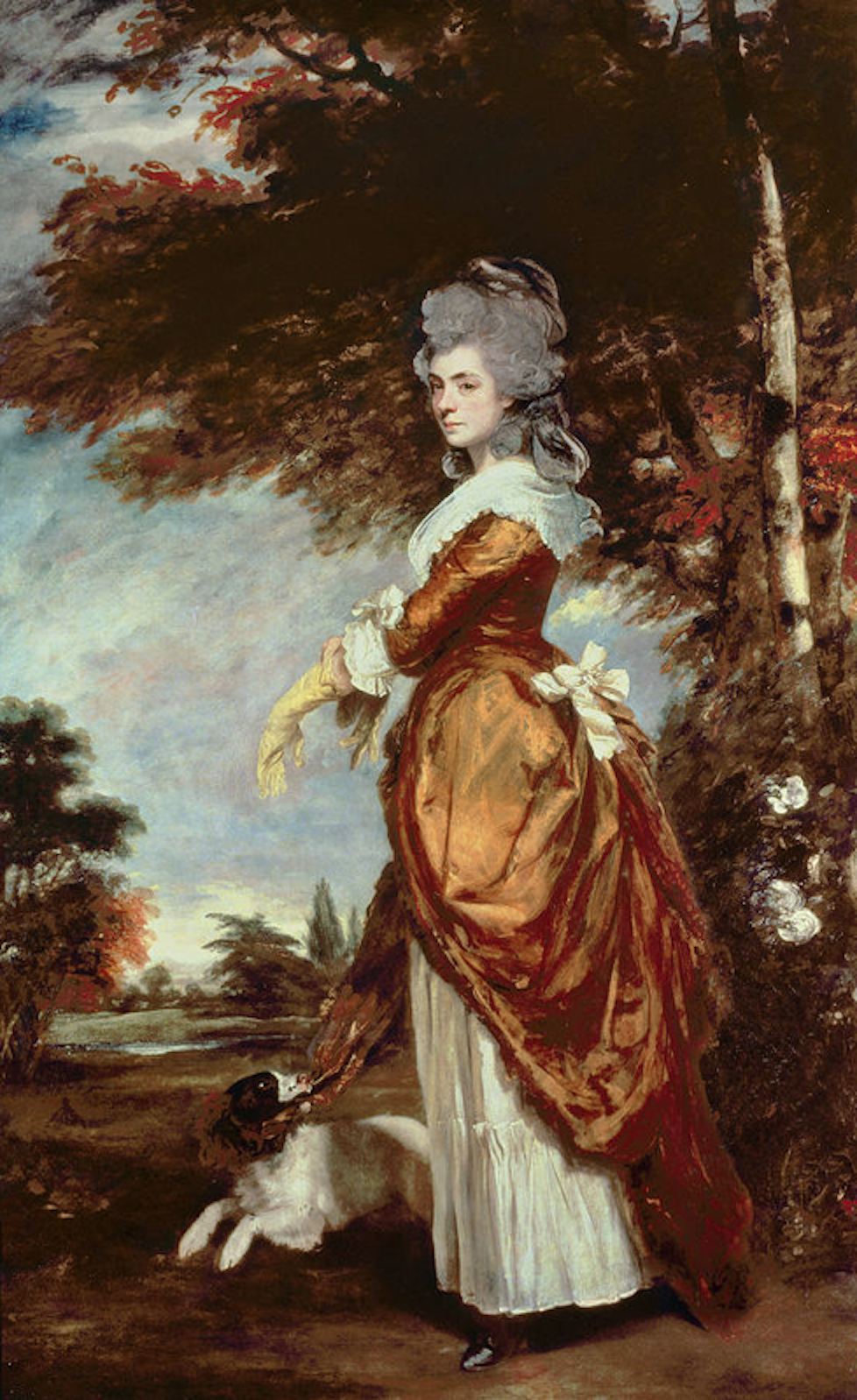
妻エミリー・セシル

エミリー・メアリー・ヒル（初代ダウンシャー侯爵ウィルズ・ヒルの娘）と結婚し、彼女との間に以下の4子を儲けた。首相小ピットはエミリーの社交界での貢献を評価して、1783年にジェイムズを宮内長官に任命し、1789年に彼を伯爵から侯爵に昇叙させたという。
- 第1子（長女）キャロライン・セシル嬢 ： 夭折
- 第2子（次女）ジョージアナ・シャーロット・オーガスタ・セシル嬢（1786年-1860年） ：  初代カウリー男爵ヘンリー・ウェルズリー（英語版）と結婚。
- 第3子（三女）エミリー・アンナ・ベネット・エリザベス・セシル嬢（1789年-1858年） ： 初代ウェストミーズ侯爵ジョージ・ニュージェントと結婚。
- 第4子（長男） ジェイムズ・ブラウンロー・ガスコイン＝セシル（1791年-1868年） ： 第2代ソールズベリー侯爵位を継承